# Shree 420
Shree 420 (pol. tytuł Miłość i paragraf) to bollywoodzki czarno-biały dramat miłosny z 1955 roku. Klasyk kina indyjskiego w reżyserii Raj Kapoora (Sangam, Włóczęga). Raj Kapoor gra też główną rolę, a partnerką jego jest sławna z roli w Mother India Nargis. Bohater stoi przed wyborem: dwie kobiety symbolizują swoimi imionami dwie postawy życia: Vidya (wiedza) i Maya (złudzenie). Historia sieroty, Raja, który w Bombaju robi karierę stając się bogaty dzięki oszustwom. Tytułowy 420 to nr paragrafu oznaczającego karę za oszustwa.
Piosenki z filmu do dziś są słuchane, a śpiewana przez Mukesha (na ekranie Raja Kapoor) Mera Joota Hai Japani ze słowami phir bhi dil hai Hindustani (moje serce bije po indyjsku) stała się hymnem jedności Indii. Jej słowa pojawiają się potem w tytule filmu Phir Bhi Dil Hai Hindustani.
Raj Kapoor swoją grą nawiązuje do Charlie Chaplina.

## Fabuła
Ranbir Raj (Raj Kapoor) wyrusza do Bombaju licząc, że uzyskane w sierocińcu wykształcenie i medal za uczciwość pomogą mu znaleźć pracę w mieście, ale tu nawet sen na chodniku obok pachnącego jedzeniem domu bogacza kosztuje. Bezdomnemu Ranbirowi udaje się w końcu znaleźć pracę w pralni i pozyskać serce uczącej dzieci Vidyi Omkarnath Shastri (Nargis). Szczęściu zakochanych zaczyna jednak zagrażać pieniądz. Ranbir wykorzystując swoją umiejętność gry w karty zdobywa pozycję w świecie bogaczy. Nie ma tam jednak miejsca dla Vidyi...

## Obsada
| postać                          | gra          |
| ------------------------------- | ------------ |
| Ranbir Raj / Raj Kumar of Pipli | Raj Kapoor   |
| Vidya Omkarnath Shastri         | Nargis       |
| Maya                            | Nadira       |
| Seth Sonachand Dharmanand       | Nemo (aktor) |

## Muzyka i piosenki
| # | Title                       | Singer(s)                              | Time |
| - | --------------------------- | -------------------------------------- | ---- |
| 1 | "Dil Ka Haal Sune Dilwaala" | Manna Dey                              | 5:36 |
| 2 | "Eechak Dana Beechak Dana"  | Mukesh, Lata Mangeshkar                | 5:08 |
| 3 | "Mera Juta Hai Japani"      | Mukesh                                 | 4:33 |
| 4 | "Mudh Mudh Ke Na Dekh"      | Asha Bhosle                            | 6:34 |
| 5 | "O Janewale"                | Lata Mangeshkar                        | 2:20 |
| 6 | "Pyaar Huwa Ikraar Huwa"    | Lata Mangeshkar, Manna Dey             | 4:22 |
| 7 | "Ramaiya Vastavaiya"        | Mohammed Rafi, Lata Mangeshkar, Mukesh | 6:10 |
| 8 | "Sham Gayi Raat Aayi"       | Lata Mangeshkar                        | 4:00 |

## Nagrody
- - Nagroda Filmfare dla Najlepszego Operatora: Radhoo Karmakar[1]
  - Nagroda Filmfare za Najlepszy Montaż: G.G. Mayekar